# 스웨덴의 잉리드
스웨덴의 잉리드(스웨덴어: Ingrid av Sverige, 1910년 3월 28일~ 2000년 11월 7일)는 스웨덴의 구스타프 6세 아돌프와 그의 첫 번째 부인인 코넛 공녀 마거릿의 고명딸로 태어났다. 후에 덴마크의 프레데리크 9세와 결혼했으며, 장녀는 전 덴마크의 여왕인 마르그레테 2세이다.

## 가족 관계
잉리드 공주는 스웨덴의 구스타프 6세 아돌프와 그의 첫 번째 부인인 코넛 공녀 마거릿의 고명딸로 태어났다. 세례명은 스웨덴식으로 잉리드 빅토리아 소피아 루이제 마르가레타(Ingrid Victoria Sofia Louise Margareta)였다.
조부모는 스웨덴의 구스타프 5세와 빅토리아 왕비였다. 이 때문에 노르웨이의 메르타 왕태자비나 벨기에의 아스트리드 왕비와는 오촌관계였다.
외조부모는 영국의 코넛 공작 아서와 프로이센 공주 루이제 마르가레테였다. 코넛 공작의 어머니는 바로 영국의 빅토리아 여왕이었기에 잉리드의 어머니 마거릿은 대영제국과 아일랜드의 공주였다. 재미난 사실은 잉리드와 그 형제들의 새어머니인 레이디 루이즈 마운트배튼은 잉리드의 육촌으로 잉리드의 어머니와 루이즈의 어머니가 사촌관계였다.
프레데리크 9세와의 사이에서 세 명의 딸을 두었다. 장녀 마르그레테는 덴마크의 여왕이 되었으며, 삼녀 아네마리는 그리스의 왕비가 되었다.

## 생애
스웨덴의 공주로 태어난 잉리드는 1920년 어머니 마거릿을 패혈증으로 잃었다. 마거릿이 죽은 3년 후, 잉리드의 아버지는 레이디 루이즈 마운트배튼과 재혼했다. 잉리드는 친어머니와의 기억 때문에 새어머니와 많이 친해지지 못했다고 한다. 그리고 외가인 영국에서 교육을 받았다. 아름다운 신교 공주였기에 영국에서는 당시 웨일스 공 에드워드 (후에 에드워드 8세)의 신부감으로 거론되기도 했다고 한다. 1940년 덴마크의 왕태자인 프레데리크와 결혼했고, 남편이 국왕으로 즉위한 후 왕비가 되었다.
독일의 덴마크 침공시 잉리드는 독일에 대한 덴마크 저항의 상징이 되었으며, 덴마크 왕실 가족들은 덴마크 국민들의 사랑을 받았다. 프레데리크 9세가 죽은 뒤에도 사회사업 등 활발한 사회활동을 펼쳤고 프레덴스부르크 성에서 90세로 죽었다.